# Zgrubienie
Zgrubienie (łac. augmentativum) – wyraz utworzony za pomocą odpowiedniego formantu oznaczającego rzecz albo osobę większą od nazywanej wyrazem podstawowym. Zgrubienie może również oznaczać pogardliwy stosunek do omawianego obiektu, szczególnie, kiedy wiąże się ze zmianą rodzaju, np. baba → babsko. Augmentativum pełni niekiedy funkcję hipokorystyczną (pieszczotliwą), np. dobre psisko. Bywa stosowane jako środek poetycki.
Przykłady: 
- wielkość: pies → psisko; jabłko → jabłucho; ciężarówka → ciężarówa;
- stosunek pogardliwy: nos → nochal; piwo → piwsko.